# ハノーファー北ドイツ放送フィルハーモニー管弦楽団
ハノーファー北ドイツ放送フィルハーモニー管弦楽団（ハノーファーきたドイツほうそうフィルハーモニーかんげんがくだん、英語: NDR Radiophilharmonie）は、ドイツ・ハノーファー に本拠を置く北ドイツ放送（NDR）付属オーケストラ。

## 沿革・概要
1950年に設立。厳密には「北ドイツ放送ラジオフィルハーモニー管弦楽団」だが、日本では「ハノーファー北ドイツ放送フィルハーモニー管弦楽団」と表記されてきている。北ドイツ放送付属としては、ハンブルクのNDRエルプフィルハーモニー管弦楽団（旧称：北ドイツ放送交響楽団、1945年創立）に次いで5年後に結成された第2のオーケストラである。

## 活動・レパートリー
ハノーファー北ドイツ放送フィルハーモニー管弦楽団は、ヨーロッパの伝統的な古典派音楽からロマン派音楽を主なレパートリーとし、NDRエルプフィルハーモニー管弦楽団と異なり、マーラーのような大編成の曲目や現代音楽はほとんどやらず、レパートリーの分担が確立している。
1950年の楽団創立以来、ヴィリー・シュタイナー、アルド・チェッカート、ズデニェク・マーツァル、ベルンハルト・クレーらが歴代の首席指揮者を務め、ドイツ国内の他、フランス、イタリア、デンマーク、オランダ、スウェーデン、日本、ブラジルなど海外ツアーも多く行なっている。
1998年10月からは日本人の大植英次を首席指揮者に迎え、年20回に及ぶ定期公演、休日昼間のコンサート「クラシック・エキストラ」シリーズ、ドイツ各地へのツアーや音楽祭参加など意欲的な活動を展開した。この時期のハノーファー北ドイツ放送フィルハーモニー管弦楽団は、それまで積極的に取り上げてこなかったブルックナー、マーラーといった後期ロマン派音楽にも焦点を当てたことが特徴として挙げられるが、2009年6月の日本公演を最後に大植は首席指揮者を退任した。
2009年から、ノルウェー人指揮者のエイヴィン・グルベルグ＝イェンセン（Eivind Gullberg Jensen）が首席指揮者を5年間務めた。
2014年から2023年まで、バロック・ヴァイオリン奏者でもあるアンドルー・マンゼ（Andrew Manze）が首席指揮者を務めた。このオーケストラ伝統の古典派からロマン派にかけてのレパートリーを守りながら、映画音楽やクラシカル・クロスオーバーのジャンルにも取り組んだり、青少年向けクラシック・コンサートを開くなど、多様な演奏活動を展開した。
2024年から、スタニスラフ・コチャノフスキーが首席指揮者を務める。

## 歴代首席指揮者
- ヴィリー・シュタイナー（1950-1975年）
- ベルンハルト・クレー（1976-1979年、1991-1995年）
- ズデニェク・マーツァル（1980-1983年）
- アルド・チェッカート（1985-1989年）
- 大植英次（1998-2009年）
- エイヴィン・グルベルグ＝イェンセン（2009-2014年）
- アンドルー・マンゼ（2014 - 2023年）
- スタニスラフ・コチャノフスキー（ドイツ語版）（2024年 - ）